# Guillea canyonincolae
Guillea canyonincolae är en nässeldjursart som beskrevs av Bouillon, et al. 2000. Guillea canyonincolae ingår i släktet Guillea och familjen Laodiceidae. Inga underarter finns listade i Catalogue of Life.